# Mente omicida
Mente omicida (A Mind to Kill; in lingua gallese: Yr Heliwr) è una serie televisiva britannica in 22 episodi trasmessi per la prima volta nel corso di 5 stagioni dal 1994 al 2002. È una serie poliziesca gallese generata da un film pilota del 1991, A Mind to Kill.

## Trama
Noel Bain è un investigatore della squadra omicidi della polizia e vedovo con una tempestosa relazione con sua figlia, Hannah Bain che, nonostante abbia risentito del tempo che il padre ha non trascorso con la famiglia a causa del lavoro, diventa un agente delle stesse forze di polizia. L'amicizia di Bain con la patologa forense Margaret Edwards rimane altresì enigmatica: Noel teme di ripercorrere la stessa strada che ha causato così tanti problemi alla sua famiglia. 

## Personaggi e interpreti
- DCI Noel Bain (21 episodi, 1994-2002), interpretato da Philip Madoc.
- Hannah Bain (14 episodi, 1994-2002), interpretata da Ffion Wilkins.
- Professoressa Margaret Edwards, patologa (12 episodi, 1994-2002), interpretata da Sharon Morgan.
- DS Alison Griffiths (9 episodi, 1994-2001), interpretato da Gillian Elisa.
- DS Carwyn Phillips (7 episodi, 1994-1997), interpretato da Geraint Lewis.
- Sergente Tom Swann (7 episodi, 1997-2002), interpretato da Ieuan Rhys.
- Sovrintendente Jack Bevan (6 episodi, 1994-1997), interpretato da Michael Povey.
- DS Leila Hamoudi (3 episodi, 1997-2002), interpretata da Sara McGaughey.
- DC Meic Challis (3 episodi, 2001-2002), interpretato da Bryn Fôn.
- Alan Bryant (3 episodi, 1994-2002), interpretato da Simon Fisher.
- Paul Tam (3 episodi, 1995-1997), interpretato da Richard Harrington.
- DC Richard Lynch (3 episodi, 2002), interpretato da Huw Llyr Roberts.

## Produzione
La serie, ideata da Sion Eirian e Lyn Ebenezer, fu prodotta da Lluniau Lliw/4L Productions. Le musiche furono composte da Mark Thomas.

### Registi
Tra i registi sono accreditati:
- Peter Edwards in 6 episodi (1994-1997)
- Edward Thomas in 4 episodi (1994-2002)
- Philip John in 2 episodi (2001)

### Sceneggiatori
Tra gli sceneggiatori sono accreditati:
- David Joss Buckley in 15 episodi (1994-2002)
- Jeff Dodds in 2 episodi (2002)
- Lyn Ebenezer
- Sion Eirian

## Distribuzione
La serie fu trasmessa nel Regno Unito dal 13 novembre 1994 al 6 settembre 2002  sulla rete televisiva Channel 4. In Italia è stata trasmessa con il titolo Mente omicida.
Alcune delle uscite internazionali sono state:
- nel Regno Unito il 13 novembre 1994 (A Mind to Kill)
- in Spagna (Tras las huellas del crimen)
- in Italia (Mente omicida)

## Episodi
| Stagione         | Episodi | Prima TV Regno Unito |
| ---------------- | ------- | -------------------- |
| Prima stagione   | 22      | 1994-1995            |
| Seconda stagione | 7       | 1997                 |
| Terza stagione   | 1       | 1998                 |
| Quarta stagione  | 3       | 2001                 |
| Quinta stagione  | 4       | 2002                 |